# Odprto prvenstvo Avstralije 1972
Odprto prvenstvo Avstralije 1972 je teniški turnir, ki je potekal med 26. decembrom 1971 in 3. januarjem 1972 v Melbournu.

## Moški posamično
Ken Rosewall :  Malcolm Anderson 7–6, 6–3, 7–5

## Ženske posamično
Virginia Wade :  Evonne Goolagong 6–4, 6–4

## Moške dvojice
Owen Davidson /  Ken Rosewall :  Ross Case /  Geoff Masters 3–6, 7–6, 6–3

## Ženske dvojice
Helen Gourlay /  Kerry Harris :  Patricia Coleman /  Karen Krantzcke 6–0, 6–4